# قنصليات في الولايات القضائية خارج الإقليم
في البلدان التي تقع خارج الحدود، غالبًا ما يكون لدى أي سلطة أجنبية حقوق خارجة عن نطاق التشريع الوطني على الممثل الرسمي لها (مثل القنصلية). وإذا تم الحصول على مثل هذه التنازلات، فغالبًا ما يتم تبريرها على أنها حماية للديانة الأجنبية (خاصة في حالة وجود مسيحيين في دولة مسلمة) مثل عهد نامة أو الامتيازات التي منحها السلطان العثماني للمهاجرين التجار الذين يعيشون في الدولة العثمانية. ولم ينظر السلطان إلى هذه الاتفاقية على أنها اتفاقية ثنائية بين بلدين متكافئين لكنها مجرد اعتراف بمجموعة من الأجانب يعيشون في أراضيه ويقدم لهم امتيازات مماثلة للرعايا غير العثمانيين. ومع ذلك فإن الدول الأوروبية تنظر إلى اتفاقيات عهد نامة كاتفاقية رسمية ذات مسئولية وبالتالي هناك صعوبة في فرض الامتيازات التي ترضيهم في عدة مناسبات.

## أمثلة تاريخية
بعض الأمثلة:
- في عام 1261, ساعد أهل جنوة الإمبراطور البيزنطي مايكل باليولوجوس الثامن في إعادة احتلال القسطنطينية وكانت مكافأتهم التجارة عبر سميرنا وبيرا فضلاً عن احتكار التجارة في البحر الأسود. وسرعان ما قاموا بإنشاء الأسواق على طول شواطئ البحر الأسود أهمها سوق كافا، الذي يقوم على التجارة النشيطة وتصدير النبيذ والزيت والمنسوجات الصوفية والحرير بشكل أساسي واستيراد الجلود والفراء والذرة والسلع الفارسية. وأُنشئت قنصلية عامة للإمبراطورية الجزرية لتكون حكومة محلية لهذه المستعمرات، وانتقل بعض من أهالي جنوة إلى مدينة كافا حيث ظلوا أقلية لكنهم كانوا يحكمون المدينة حتى تحقق مصالحهم بسبب وجود قنصلية جنوة. كذلك، كان لأهل جنوة قنصل في شيليا في بداية عام 1322 حيث خدم القنصل مصالح تجار الحبوب والعسل والبضائع الأخرى. وتعتبر شيليا وكافا أمثلة للأماكن التي يقصدها التجار حتى يمارسون التجارة ومن ثم يقومون بإنشاء القنصليات.[2] وكان لأهالي جنوة قنصل في الإسكندرية «لديه سلطة تسوية المنازعات بين الشرقيين وأهل جنوة» بعد الاتفاق بين جنوة والمماليك في عام 1290.[3]
- في عام 1453، حاصر السلطان محمد الثاني القسطنطينية وانتهى الحصار بالقضاء على الإمبراطورية البيزنطية. ومع ذلك، فقد أعلن تجار جنوة من جالاطة حيادهم قبل المعركة واستعاد السلطان محمد الثاني الحقوق التجارية ومنحها للتجار من خلال اتفاقية عهد نامة بعد الاستيلاء على المدينة. وترك محمد الثاني “[ولم يمس] مجتمع مجلس جنوة في بيرا [ومنح] الإقليم حكمًا قانونيًا وسياسيًا ذاتيًا، كما [أعفى] أهل جنوة الذين يعيشون في المنطقة من جميع الضرائب غير العادية والتحول القسري للإسلام و[منح] الأجانب المقيمين الحرية في التجارة والسفر في جميع أرجاء الدولة العثمانية.”[4] وهذا أمر غير مسبوق، لكن ربما يكون أحد أهم الأمثلة لاتفاقية عهد نامة التي تم منحها.[5]
- في عام 1855، وقع السير جون بورنج معاهدة جديدة حيث وافق سيام على تعيين قنصل بريطاني في بانكوك وممارسته لصلاحياته كاملة خارج حدود البلاد، وسُمح للرعايا البريطانيين بتملك الأراضي في مناطق معينة ومحددة وكانت جميع الجمارك ورسوم الميناء وعائدات الأرض ثابتة، كما مُنحوا العديد من المرافق التجارية الجديدة. وتم اتباع هذه الترتيبات في فترات زمنية عن طريق معاهدات مماثلة مع قوى أخرى آخرها معاهدتان إحداها مع اليابان في عام 1898 وروسيا في 1899. وبعد إتمام المعاهدة الأخيرة تم إنشاء قنصلية بريطانية في مقاطعة شمال سيام بينما عيّنت كل من إنجلترا وفرنسا نائب قنصل في أماكن مختلفة من البلاد. وهكذا فإن الغربيين في سيام (الصينيين لم يكن لهم قنصل) كانوا يُحاكمون فقط على الجرائم الجنائية أو يُرفع عليهم دعاوى مدنية في المحاكم القنصلية الخاصة بهم، وبالتالي كان جزء كبير من عمل القنصل، خاصة القنصل البريطاني، عملاً قضائيًا وفي عام 1901 عيّنت الحكومة البريطانية قاضٍ خاصًا ومساعد قاضي في هذا المنصب. وفي نفس الوقت زادت التجارة باطراد خاصة مع بريطانيا العظمى والمستعمرات المجاورة لبريطانيا مثل هونغ كونغ وسنغافورة.

في حالات أخرى، كان يتم تسليم جزء كامل من الدولة - إن كانت ضعيفة - (دون الاستسلام الرسمي للسيادة) «الكاملة» ويتم إدارتها على أنها أرض متنازل عنها، ويشمل ذلك السكان الأصليين المحليين:
في أراضي الامتياز الإيطالي في تيانجين (تقرير المعاهدة، التي تعرف الآن باسم تيانجين), كان القنصل مسئولاً عن الإدارة المحلية بالكامل. وهناك قائمة طويلة ممن عملوا كقنصل عام في شنغهاى وعملوا كمشرفين على حق الامتياز الفرنسي على هذا الميناء الصيني كما شغلوا منصب رؤساء المجلس المحلي، واستمر هذا التنظيم من يناير 1848 حتى 15 مايو 1946 (بعد فترة قصيرة من استعادة الصين السيطرة من فرنسا في 28 فبراير).

## المحاكم القنصلية
في الأماكن التي يمارس فيها القنصل سلطات خارج حدود الإقليم، يتم إنشاء المحاكم القنصلية حتى تتناول القضايا المدنية والجنائية التي تُرتكب ضد مواطنيها ورعاياها، وكان لدى بريطانيا أكبر نظام من المحاكم القنصلية تديرها وزارة الخارجية، حيث وجدت المحاكم القنصلية في أفريقيا والدولة العثمانية ومصر والصين واليابان وسيام.
وفي عام 1865، تم إنشاء المحكمة البريطانية العليا بالصين واليابان في شنغهاي، بالصين كأول محكمة قنصلية ابتدائية وتختص بالقضايا في منطقة شنغهاي، كما أُنشئت محكمة استئناف لتحكم في القضايا التي نظرت بها المحاكم القنصلية في بقية أراضي الصين واليابان. وفي عام 1879 تم إنشاء محاكم بريطانية لليابان في يوكوهاما لتحل محل المحكمة القنصلية في كيناجاوا وتنظر في قضايا المحكمة الابتدائية في منطقة يوكوهاما ولتكون محكمة استئناف كذلك للقضايا المحولة من المحاكم القنصلية في المدن اليابانية الأخرى.
وأنشأت الكثير من البلدان في الصين واليابان محاكم قنصلية بموجب معاهدات عدم المساواة في مدن مفتوحة للتجارة الخارجية، وانتهى الاختصاص القضائي الخارجي في اليابان في 4 أغسطس من عام 1899 وأُغلقت المحاكم القنصلية بعد الانتهاء من القضايا العالقة. وفي الصين ظلت المحاكم القنصلية تمارس عملها حتى أربعينيات القرن العشرين عند انتهاء الاختصاص القضائي الخارجي في معظم الأمم. وفي عام 1906 أنشأت الولايات المتحدة الأمريكية محاكم الولايات المتحدة بالصين على غرار المحكمة البريطانية العليا بالصين واليابان.